# 배방초등학교
배방초등학교는 대한민국 충청남도 아산시 배방읍 북수리에 있는 공립 초등학교이다.

## 학교 연혁
| 1934년 | 6월 20일 | 배방공립보통학교 개교                  |
| 1938년 | 4월 1일  | 배방공립심상소학교 개칭                |
| 1941년 | 4월 1일  | 배방공립국민학교 개칭                  |
| 1949년 | 9월 1일  | 금곡분교 분리                          |
| 1959년 | 4월 1일  | 휴대분교장 분리                        |
| 1981년 | 3월 1일  | 병설유치원 개원                        |
| 1996년 | 3월 1일  | 배방초등학교 개칭                      |
| 2007년 | 9월 1일  | 모산초등학교 분리                      |
| 2008년 | 3월 1일  | 북수초등학교 분리                      |
| 2012년 | 9월 1일  | 배방유치원(공립)으로 분리              |
| 2018년 | 2월 9일  | 제81회 졸업(졸업생 148명,누계12,241명) |
| 2018년 | 3월 2일  | 배방초등학교 35학급(특수 2학급) 편성   |

## 참고 자료
- 배방초등학교 - 한국교육학술정보원 학교알리미